# Anatole, a kisegér
Az Anatole, a kisegér (eredeti cím: Anatole the Mouse) kanadai televíziós rajzfilmsorozat, amelyet a Nelvana készített. A főszerepben Olivier L'Ecuyer hangja hallható. Kanadában a CBS vetítette, Magyarországon a TV2 és a Super TV2 sugározta, 2016 szeptember 26-ától a KiWi TV tűzte műsorra.

## Ismertető
A történet főhőse, Anatole, a kisegér, aki sok kalandot él át.

## Szereplők
| Szereplő     | Eredeti hang         | Magyar hang        | Leírás                          |
| ------------ | -------------------- | ------------------ | ------------------------------- |
| Anatole      | Olivier L’Ecuyer     | Bácskai János      | A világ legjobb egere Párizsban |
| Gaston       | William Colgate      | Szűcs Sándor       | Anatole barátja                 |
| Doucette     | Jill Frappier        | Menszátor Magdolna | Anatol felesége                 |
| Paul         | Joe Dinicol          | Minárovits Péter   | Anatol idősebbik iker-gyereke   |
| Paulette     | Alison Pill          | Simonyi Piroska    | Anatol idősebbik iker-gyereke   |
| Claude       | Jamie Haydon-Devlin  | Lukácsi József     | Anatol középső iker-gyereke     |
| Claudette    | Annick Obonsawin     | Mics Ildikó        | Anatol középső iker-gyereke     |
| Georges      | Cole Caplan          | Moser Károly       | Anatol fiatalabbik iker-gyereke |
| Georgette    | Sarah Rosen Fruitman | Szénási Kata       | Anatol fiatalabbik iker-gyereke |
| Pamplemousse | John Stocker         | Kapácsy Miklós     | Az egérváros polgármestere      |

## Epizódok
1. Anatole párizsi kalandja (Anatole's Parisian Adventure)
2. Csatornapatkányok (Sewr Rats)
3. Az egér, aki farkast kiáltott (The Mouse Who Cried Wolf)
4. A nagy képrablás (The Mouse-A-Lisa)
5. Az árnyéktolvaj (The Artful Dodger)
6. Egérfalva veszélyben (The Village Is Falling)
7. Légi kaland (High Fliers)
8. Sajttolvajok (Cheesy Imposter)
9. Az operaház fantomja (Phantom of the Cheese)
10. A fények éjszakája (Night of Lights)
11. Vissza a vadonba (Wild Life)
12. Macska-egér harc (Feline Follies)
13. A notre dame-i denevér (Hunchbat of Notre Dame)
14. A gyöngysor (String of Pearls)
15. Autós kaland (The Mousepiece)
16. Április bolondjai (Tricky You)
17. Meglepetésvacsora (Truffle Treasure)
18. Távoli kaland (Lon Long Night)
19. – (Les Mouserables)
20. Irány a tenger (Over the Sea)
21. Az új macska (Anatole and the New Cat)
22. Táncoslábú kísértet (Mystery of the Dancing Ghost)
23. A sajtfesztivál (World of Cheese)
24. A nem várt vendég (Bully for Anatole)
25. Paulette a kalandornő (Perils of Paulette)
26. Ki a legjobb barát? (My Favourite Mouse)